# تادرس (ثنائي)
تادرس ثنائي موسيقي كندي مؤلف من الأخوين التوأمين دانييل «دان» تادرس وإريك تادرس المولودان عام 1976 من أب مصري وأم إيطالية. الأخوان تادرس يؤلقان ويغنيان أغانيهما بالإنجليزية والفرنسية كما أنهما يغنيان أيضا بالإسبانية والإيطالية.
تخرج الأخوين تادرس من «جامعة كونكورديا» في مونتريال، كيبيك، كندا بإجازة في التسويق، وقررا العمل في المجال الموسيقى مع أول إسطوانة single عام 1999. إلا أن أكبر نجاح لهما كان بإصدار single بعنوان Yo Quiero Bailar عام 2004 وهي أغنية بوب ورقص إسبانية مشهورة دخلا بها إلى لائحة التوب الكندية.
صدرا ألبومهما ال، ل بذات العنوان Yo Quiero Bailar العام 2004 والألبوم خليط من الأغاني الإنكليزية والفرنسية من تأليفهما بالإضافة إلى الأغنية الأساسية بالإسبانية، تبعاها بألبوم باللغة الإنكليزية البحتة يعنوان Pure Pleasure وألبوم باللغة الفرنسية حصرا بعنوان Vis ta vie.
للفريق الثنائي تادرس إلى الآن 3 ألبومات استطاعا بواسطتها إصدار 6 أغانٍ دخلت قائمة أغاني مقاطعة كيبيك، ودخلت إحداها قائمة التوب 40 الكندية، والثنائي بصدد إصدار الألبوم الرابع عام 2010.

## الألبومات
- 2004:Yo Quiero Bailar
- 2007:Pure Pleasure
- 2007:Vis ta vie

## EPs
- 2007:All We Want For Christmas Is Love / Tou ce qu'on veut pour Noẽl
- 2007:I'm Gonna Be Somebody

## Singles
- 2000:Maze
- 2001:Pure Pleasure
- 2003:PornStar
- 2004:Yo Queiro Bailar
- 2005:Être aimé
- 2006:Living

## وصلات خارجية
- الموقع الرسمي